# Фриц Линдеман
Фриц Линдеман (на немски: Fritz Lindemann) е германски генерал от артилерията на Вермахта, участвал в опита за убийство на фюрера Адолф Хитлер от 20 юли 1944 г.

## Кариера
Линдеман изпълнява длъжността командир на 132-ра пехотна дивизия от януари 1942 г. до август 1943 г., преди назначаването му за началник на щаба на артилерията Главно командване на войските.
Линдеман развива контакти с конспиратори срещу Адолф Хитлер, включително генерал Хелмут Щиф, и след предполагаемото убийство на Хитлер е предложено той да прочете новината пред германския народ по радиото, но той не се явява в Бендлерблок на 20 юли 1944 г. да го направи. След неуспеха на опита за преврат от 20 юли, той се укрива. Линдеман е тежко ранен по време на ареста му от Гестапо през септември 1944 г. и почива в болница от нараняванията си.